# 鸭跖草状凤仙花
鸭跖草状凤仙花（学名：Impatiens commelinoides）为凤仙花科凤仙花属下的一个种。

## 扩展阅读
- 維基物種上的相關：鸭跖草状凤仙花